# Mário Peixoto
Mário Rodrigues Breves Peixoto (Bruxelas, 25 de março de 1908 — Rio de Janeiro, 3 de fevereiro de 1992) foi um cineasta, roteirista e escritor brasileiro nascido na Bélgica.
É autor de livros como o romance O inútil de cada um (1984), Outono - Jardim petrificado (roteiro) e Escritos sobre Cinema (2001) e Poemas de Permeio com o Mar (2002). O seu filme, Limite, é considerado um dos clássicos mais importantes do cinema brasileiro e foi restaurado por Saulo Pereira de Mello.

## Filmografia
- 1931 - Limite

## Livros
- Mário Peixoto. O Inútil de Cada Um. Itamar. Rio de Janeiro: Record, 1984.
- Mário Peixoto. A Alma, Segundo Salustre; roteiro de Mário Peixoto. Rio de Janeiro: EMBRAFILME-DAC, 1983, p. 2.
- Mário Peixoto. Limite. “Scenario” original. Rio de Janeiro: Sette Letras. 1996.
- Mário Peixoto. O Inútil de Cada Um. Rio de Janeiro: Sette Letras, 1996 (reedição da versão de 1931, 153 p.).
- Mário Peixoto. Mundéu. Rio de Janeiro: Sette Letras, 1996.
- Mário Peixoto e Saulo Pereira de Mello. Outono – O Jardim Petrificado (scenario). Rio de Janeiro: Aeroplano, 2000.
- Mário Peixoto. Poemas de Permeio com o Mar. Rio de Janeiro: aeroplano, 2002.
- Mário Peixoto. Seis Contos e Duas Peças Curtas. Rio de Janeiro: Aeroplano, 2004.

## Crítica
- Saulo Pereira de  Mello. Limite, fotogramas. Rio de Janeiro: FUNARTE.
- Saulo Pereira de Mello. Limite. Rio de Janeiro: Rocco, 1996.
- Saulo Pereira de Mello. Mário Peixoto. Rio de Janeiro: Casa de Rui Barbosa, 1996.
- Saulo Pereira de Mello. Mário Peixoto - Escritos sobre Cinema. Rio de Janeiro: Aeroplano, 2000.
- Luis Carlos de Morais Junior. "Mário, pirata", in O Estudante do Coração. Rio de Janeiro: Quártica, 2010.

## Documentário
- Sérgio Machado. Onde a Terra Acaba, 2001. Documentário em homenagem ao diretor Mário Peixoto, sobre seu segundo filme, inacabado e homônimo.
- Ruy Solberg. O Homem do Morcego, 1979. Documentário sobre Mário Peixoto e o Sítio do Morcego.